# Homicidio (España)
El homicidio, para el Código Penal español vigente del año 1995, es un delito que atenta contra el bien jurídico vida humana independiente.
El homicidio, como conducta consistente en "matar a otro", puede presentar la modalidad comitiva dolosa y la modalidad comisiva imprudente o culposa.

## Homicidio doloso
El homicidio doloso se encuentra tipificado en el artículo 138 CP: "El que matare a otro será castigado, como reo de homicidio, con la pena de prisión de diez a quince años".
El dolo cuya concreción debe entenderse exigido para poder aplicar esta figura puede ser tanto directo como eventual. Se trata, además, de un delito de medios indeterminados (puede lograrse el resultado típico a través de cualquier medio idóneo para producir el mismo), y de un delito universal, esto es, tanto el sujeto activo (el que mata) como el pasivo (el que es matado) pueden ser cualquier persona.
El dolo, elemento subjetivo de este tipo, debe comprender (aunque sea eventualmente) el conocimiento y voluntad de matar. Se considera dolo directo cuando el autor sabe lo que está haciendo y tiene la intención de matar a cierta persona. Se entiende directo de segundo grado cuando el autor sabe con certeza que su acción producirá la muerte de una persona, y lo acepta aunque su finalidad sea otra (por ejemplo, si con la intención de matar a cierta personalidad que viaje en un coche, se coloca una bomba en el vehículo, matando además al conductor; existe dolo directo de primer grado frente a la personalidad objetivo y directo de segundo grado frente al conductor). Por último se entiende que existe dolo eventual cuando el autor sabe que existe la posibilidad de que su acción mate a otra persona y aun así desea continuar con esta, aunque realmente no desee este resultado (en el caso anterior, si al explosionar el vehículo produjo la muerte de un viandante próximo; el autor sabía que este hecho era probable, y aunque no lo deseaba, no le importó realmente que sucediese).
La dificultad estriba en numerosas ocasiones en separar el dolo eventual de la imprudencia grave. Puesto que quien comete una imprudencia grave puede ser consciente de estar cometiéndola, puede representársele la posibilidad de causar la muerte de alguien, y aun así decidir seguir con su conducta. (Por ejemplo, el caso de un conductor borracho, que conduce en sentido contrario, y es capaz de conocer y querer hacer lo que hace).
En caso de que no exista dolo, el delito no será ya homicidio doloso, sino imprudente si realmente el autor ha incumplido alguna regla exigible de prudencia, de oficio, de seguridad... o bien no ser delito en absoluto, si no es imprudente, ni doloso, (por ejemplo, quien totalmente loco mata a otra persona; o por ejemplo, quien conduciendo correctamente atropella a un peatón). 

### Homicidio doloso agravado.(Reforma de la LO 1/2015)
El mismo artículo 138, en su apartado segundo, establece dos modalidades típicas agravadas de homicidio. Estableciéndose la pena superior en grado a la fijada para el homicidio simple, es decir, de 15 años y 1 día a 22 años y seis meses. No se trata de asesinato, sino de homicidio agravado por la concurrencia de una circunstancia típica (y no una agravante genérica). 
"cuando concurra en su comisión alguna de las circunstancias del apartado 1 del artículo 140"
Que son:
1. Que la víctima sea menor de 16 años de edad, o se trate de una persona especialmente vulnerable por razón de su edad, enfermedad o discapacidad.
2. Que el hecho fuera subsiguiente a un delito contra la libertad sexual que el autor hubiera cometido sobre la víctima.
3. Que el delito se hubiera cometido por quien perteneciere a un grupo u organización criminal.

"o cuando los hechos sea además constitutivos de un delito de atentado del artículo 550" (Se trata de atentados graves contra autoridades o funcionarios)

## Homicidio imprudente
La figura del homicidio imprudente se tipifica en varios preceptos del Código, en los cuales se hace una distinción de los elementos (volitivos e intelectivos) que integran cada uno de los tipos, y los cuales, en esencia, constituyen conductas diferenciadas. (vid. imprudencia)
El homicidio cometido por imprudencia grave, se recoge en el artículo 142.1 CP: "El que por imprudencia grave causare la muerte de otro, será castigado, como reo de homicidio imprudente, con la pena de prisión de uno a cuatro años".
La estructura del homicidio imprudente es la utilizada como modelo para la construcción del tipo imprudente en la parte general.

### Penas accesorias a esta, según ciertas circunstancias
a) También dentro de los tipos penales de homicidio por imprudencia grave, se distingue, en relación con los medios empleados, el homicidio imprudente en el tráfico rodado y por empleo de armas de fuego en el Art. 142.1.2º párr: "Cuando el homicidio imprudente se hubiera cometido utilizando un vehículo a motor o un ciclomotor, se impondrá asimismo la pena de privación del derecho a conducir vehículos a motor y ciclomotores de uno a seis años." y Art. 142.1.3º párr: "Cuando el homicidio imprudente se hubiera cometido utilizando un arma de fuego, se impondrá también la pena de privación del derecho al porte o tenencia de armas por tiempo de uno a seis años."
b) Además, el artículo 142.1.3º párr: recoge la figura del homicidio por imprudencia profesional (la cual es una forma de imprudencia grave): "Si el homicidio se hubiera cometido por imprudencia profesional se impondrá además la pena de habilitación especial para el ejercicio de la profesión, oficio o cargo por un período de tres a seis años".

### Homicidio por imprudencia menos grave
Cuando se establezca la gravedad de la conducta homicida imprudente en "menos grave", las penas establecidas por el artículo 142.2 consistirán: para todo los casos, multa de tres meses a dieciocho meses; y para los casos en los que se utilizase un vehículo a motor, un ciclomotor, un arma de fuego, pena accesoria de privación del derecho a conducir vehículos a motor o cliclomotores, o en su caso, porte o tenencia de armas, por tiempo de tres a dieciocho meses. Del mismo modo la inhabilitación especial para el ejercicio de la profesión, oficio o cargo, en caso de homicidio por imprudencia profesional menos grave, será de por tiempo de tres a dieciocho meses. 
Por último, el artículo 142.2, para el homicidio por imprudencia menos grave, incluye una regla procesal penal, por la cual este delito solo podrá ser perseguido "mediante denuncia de la persona agraviada o su representante legal". Por lo tanto no de oficio por jueces o fiscales, ni tampoco denunciable por la policía, lo que no implica que estos no puedan informar a los agraviados de la posibilidad de denunciar. Aunque en puridad la persona realmente agraviada en el delito de homicidio es quien ha fallecido, se debe entender que la persona agraviada no será en ningún caso este (pues ya no existe para el derecho y no puede ejercer acción alguna), sino sus herederos o quienes estén legitimados para actuar según esta ley y la ley procesal penal.

## Homicidios dolosos especiales según la persona de la víctima
Aunque en el Derecho Penal español la regla general es la indiferencia del tipo de persona que es víctima, así el tipo genérico se refiere "al que matare a otro" existen agravantes genéricas y típicas para los casos en los que se trate de personas desvalidas, menores, enfermos, discapacitados o parientes. Técnicamente no existe, por tanto, el uxoricidio o el parricidio, como tipos propios, aunque esta circunstancia es apreciable a la hora de fijar la pena. No existen atenuantes que impliquen una menor pena basándose en la condición de la víctima; aunque esta afirmación puede suscitar debate en torno a la figura del aborto, donde las penas por aborto ilegal son notablemente inferiores a las que protegen la vida independiente. 
Pese a todo, sí existe en el Derecho Penal el delito de regicidio, donde se castiga con la máxima pena (prisión permanente revisable) al que matare al Rey, a la Reina o al Príncipe o Princesa de Asturias (art. 485.1) y con pena de 20 a 25 años (a no ser que se pueda castigar con cualquier otra superior, por otro delito) a los que mataren al Regente o miembro de la Regencia, al consorte del Rey o de la Reina y a descendientes o ascencientes del Rey o de la Reina. (art. 485.2)
Igualmente, existe el delito de magnicidio de un mandatario extranjero, donde se castiga con la máxima pena (prisión permanente revisable) al que matare al Jefe de un Estado extranjero o a otra persona internacionalmente protegida por un tratado, que se halle en España. (art. 605.1)

## Otras consideraciones.

### Homicidio preterintencional
En el Derecho español, no se encuentra recogido el homicidio preterintencional; aplicándose, en la mayoría de los casos, un concurso de delitos entre el homicidio y la figura delictiva de que se trate. Por ejemplo, quien con intención de lesionar a una persona le golpease con una barra de hierro en una pierna y este acto, con muy mala suerte, le causase la muerte; habría cometido un delito doloso de lesiones (pues era su intención) en concurso con un delito de homicidio imprudente (pues no era su intención matarle, ni siquiera eventualmente; pero sí causó imprudentemente una situación que desembocó en la muerte).

### Diferencia con figuras típicas afines
- Con el asesinato: El homicidio se distingue del asesinato porque en este primero no existe alevosía, ensañamiento; no se causa por razón de precio, recompensa o promesa, ni para facilitar la comisión de otro delito o para evitar que se descubra. En el caso de al homicidio le acompañe cualquiera de estas cuatro circunstancias estaremos ya ante un asesinato y no un homicidio.

- Delito de inducción y cooperación al suicidio: La diferencia fundamental es que en este caso la víctima es quien se causa la muerte o pide que se la causen.

- El delito de aborto: En los casos en los que el aborto es delito, la diferencia fundamental con el homicidio es que la víctima, si bien es una vida humana, no es jurídicamente independiente.

- Genocidio, por la circunstancia 1, del artículo 607.1 del CP: Se trata de uno o varios homicidios o asesinatos en los que concurra la intención de destruir total o parcialmente un grupo nacional, étnico, racial, religioso o determinado por la discapacidad de sus integrantes.

- Delito de lesa humanidad, por la circunstancia 1, del artículo 607 bis. 2. del CP: Se trata de uno o varios homicidios o asesinatos en los que concurra un ataque sistemático o generalizado contra población civil, y en todo caso cuando se realice motivado por la pertenencia de la víctima a ciertos colectivos o por motivos internacionalmente reconocidos como inaceptables.

### La provocación, proposición y conspiración para cometer homicidio doloso (también aplicable al asesinato).
El artículo 141 CP, establece: "la provocación, la proposición y la conspiración para cometer los delitos previstos en los tres artículos precedentes [homicidio doloso y asesinato], será castigada con la pena inferior en uno o dos grados a la señalada en su caso en los artículos anteriores"
Que para el homicidio doloso sería: de 5 a 10 años (un grado) o de 2 años y medio a 5 años (dos grados). Y para el homicidio agravado sería de 7 años y medio a 15 años (un grado) y de 3 años y nueve meses a siete años y medio (dos grados). 

### Autores, inductores, cooperadores y cómplices del delito doloso de homicidio.
En nuestro ordenamiento jurídico se castiga por igual, a los que realizan el hecho por sí solos, conjuntamente o por medio de otro del que se sirven como instrumento (autores); a los que inducen directamente a otro u otros a ejecutarlo (inductores) y a los que cooperan a su ejecución con un acto sin el cual no se habría efectuado (cooperadores necesarios). Todo ellos reciben la misma pena. (Artículo 28 CP, también aplicable a otros delitos)
En el caso de los cómplices, cooperadores pero no necesarios, se les impondrá la pena fijada por la ley para los autores, pero inferior en un grado. (art. 63 CP)

### Tentativa de homicidio doloso.
En primer lugar, solo el homicidio doloso admite un grado de comisión en tentativa, no existe por tanto una tentativa de homicidio imprudente (aunque esta fuese imaginable). En segundo lugar la pena se impondrá en un grado o dos grados menos, dependiendo del peligro inherente al intento y del grado de ejecución intentado. (art. 62 CP)

## Evolución dehomicidiosenEspaña
Víctimas de homicidios, según el INE (España):
| Víctimas de homicidio los años finales de legislatura en España |      |      |      |      |
|                                                                 | 1996 | 2000 | 2004 | 2008 |
| Varones (por miles)                                             | 12   | 14   | 16   | 11   |
| Mujeres (por miles)                                             | 5    | 5    | 9    | 5    |

Evolución de asesinatos en España:
- 2017: 325 homicidios[3]
- 2016: 292 asesinatos
- 2015: 302 asesinatos
- 2014: 323 asesinatos